# Ericydnus ventralis
Ericydnus ventralis är en stekelart som först beskrevs av Johan Wilhelm Dalman 1820. Ericydnus ventralis ingår i släktet Ericydnus, och familjen sköldlussteklar. Arten är reproducerande i Sverige. Inga underarter finns listade i Catalogue of Life.